# العلاقات الجزائرية الغابونية
العلاقات الجزائرية الغابونية هي العلاقات الثنائية التي تجمع بين الجزائر والغابون.

## مقارنة بين البلدين
هذه مقارنة عامة ومرجعية للدولتين:
| وجه المقارنة                                              | الجزائر                      | الغابون                        |
| --------------------------------------------------------- | ---------------------------- | ------------------------------ |
| المساحة (كم2)                                             | 2.38 مليون                   | 267.67 ألف                     |
| عدد السكان (نسمة)                                         | 38.81 مليون                  | 2.03 مليون                     |
| الكثافة السكانية (ن./كم²)                                 | 16.31                        | 7.58                           |
| العاصمة                                                   | الجزائر                      | ليبرفيل                        |
| اللغة الرسمية                                             | اللغة العربية، لغات أمازيغية | لغة فرنسية                     |
| العملة                                                    | دينار جزائري                 | فرنك وسط أفريقي                |
| الناتج المحلي الإجمالي (بليون دولار)                      | 170.37 مليار                 | 14.62 مليار                    |
| الناتج المحلي الإجمالي (تعادل القوة الشرائية) بليون دولار | 582.63 مليار                 | 34.65 مليار                    |
| الناتج المحلي الإجمالي الاسمي للفرد دولار أمريكي          | 4.21 ألف                     | 8.27 ألف                       |
| الناتج المحلي الإجمالي للفرد دولار أمريكي                 | 14.19 ألف                    | 19.43 ألف                      |
| مؤشر التنمية البشرية                                      | 0.745                        | 0.684                          |
| رمز المكالمات الدولي                                      | +213                         | +241                           |
| رمز الإنترنت                                              | .dz                          | .ga                            |
| المنطقة الزمنية                                           | ت ع م+01:00                  | ت ع م+01:00، توقيت غرب أفريقيا |

## منظمات دولية مشتركة
يشترك البلدان في عضوية مجموعة من المنظمات الدولية، منها:
| علم المنظمة | اسم المنظمة                               | تاريخ انضمام الجزائر | تاريخ انضمام الغابون |
| ----------- | ----------------------------------------- | -------------------- | -------------------- |
|             | منظمة التجارة العالمية                    | ?                    | ?                    |
|             | الاتحاد الأفريقي                          | 25 مايو 1963         | ?                    |
|             | الاتحاد البريدي العالمي                   | ?                    | ?                    |
|             | يونسكو                                    | 15 أكتوبر 1962       | 16 نوفمبر 1960       |
|             | الفريق المعني برصد الأرض                  | 2005                 | ?                    |
|             | مؤسسة التمويل الدولية                     | 23 سبتمبر 1990       | 20 أكتوبر 1970       |
|             | منظمة التعاون الإسلامي                    | ?                    | ?                    |
|             | المركز الدولي لتسوية المنازعات الاستشارية | 22 مارس 1996         | 14 أكتوبر 1966       |
|             | منظمة حظر الأسلحة الكيميائية              | ?                    | ?                    |
|             | مؤسسة التنمية الدولية                     | 26 سبتمبر 1963       | 4 نوفمبر 1963        |
|             | وكالة ضمان الاستثمار متعدد الأطراف        | 4 يونيو 1996         | 26 مارس 2003         |
|             | الاتحاد الدولي للاتصالات                  | 3 مايو 1963          | 28 ديسمبر 1960       |
|             | منظمة الشرطة الجنائية الدولية             | ?                    | ?                    |
|             | الأمم المتحدة                             | 8 أكتوبر 1962        | 20 سبتمبر 1960       |
|             | البنك الدولي للإنشاء والتعمير             | 26 سبتمبر 1963       | 10 سبتمبر 1963       |
|             | البنك الإفريقي للتنمية                    | ?                    | ?                    |

## وصلات خارجية
- موقع وزارة الخارجية الجزائرية